# Ernst Rupieta
Ernst Rupieta (* 10. Dezember 1919; † 1. Juli 1987) war ein deutscher Fußballspieler. Er hat während des Zweiten Weltkriegs in der Gauliga Niederrhein in der Saison 1941/42 mit seinem Verein SV Hamborn 07 die Meisterschaft gewonnen und in den Anfangsjahren der Fußball-Oberliga West von 1947 bis 1951 insgesamt 104 Ligaspiele absolviert.

## Laufbahn

### Vereine
Rupieta ist in der Hamborner Jugend, bei den schwarz-gelben „Löwen“ vom Stadion an der Buschstraße groß geworden, welche eine führende Rolle im damaligen Zeitraum innehatte; nicht nur in Ruhr-Niederrhein, sondern auch Reichsweit. In den Jahren 1938 und 1939 gewannen die Jugendspieler aus Hamborn die Deutsche Jugendmeisterschaft. Daraus gingen Könner wie Bernd Oles, Albin Liesen und Joachim Bauchrowitz hervor. Beim zweiten Titelgewinn stürmte an der Seite der Hamborner vom SC Duisburg 1900 die spätere Dortmunder Legende Alfred Preißler im Sturmzentrum.
Der zuerst als Außenläufer und danach viele Jahre als Mittelläufer agierende Defensivakteur erfuhr mit seinen Spielkameraden in der Kriegssaison 1941/42 durch den Meisterschaftsgewinn in der Gauliga Niederrhein, seinen größten sportlichen Erfolg. In der Endrunde um die deutsche Fußballmeisterschaft war Rupieta am 17. Mai beim mit 1:5 verlorenen Wiederholungsspiel bei Werder Bremen an der Seite von Karl Duch, Spielführer Bernhard Bütterich und Josef Rodzinski als rechter Außenläufer im Einsatz.
Nach Ende des Zweiten Weltkrieges qualifizierte er sich mit Hamborn in der Saison 1946/47 über die Bezirksliga Rechter Niederrhein und einer erfolgreichen Qualifikationsrunde für die neu installierte Oberliga West zur Saison 1947/48. Die Oberligaära eröffnete Hamborn am 14. September 1947 vor 33.000 Zuschauern mit einem 2:2-Heimremis gegen den FC Schalke 04, wo noch Ernst Kuzorra und Fritz Szepan als Halbstürmer im Einsatz waren. Rupieta lief als Mittelläufer und Abwehrchef auf, Sturmführer „Burger“ Hetzel erzielte beide Treffer des Gastgebers. Am Rundenende belegte Rupieta unter Trainer Theodor Lohrmann mit Hamborn den 4. Rang und hatte 23 der 24 Ligaspiele in der 13er-Staffel absolviert. Am 9. Mai 1949 verlor er mit Hamborn mit 0:1 das Spiel um die Britische Zonenmeisterschaft gegen den Hamburger SV.
In den zwei folgenden Runden belegte Hamborn in der Oberliga West den 6. beziehungsweise den 9. Rang und Mittelläufer Rupieta hatte unter den Trainern Anton Kugler und Paul Zielinski weitere 52 Ligaspiele für die „Löwen“ absolviert.
Zur Saison 1950/51 wechselte er mit Werner Arts und Franz Moldrczik zum städtischen Lokalkonkurrenten Duisburger Spielverein. Dies erregte Aufmerksamkeit und so kamen zum Auftaktspiel am 27. August 16.000 Zuschauer in die Duisburger Rheintörchenstraße. Ein Rekord, der bis heute nicht übertroffen wurde. Das Spiel vor eigenem Publikum gegen Rot-Weiss Essen ging mit 0:1 verloren. Man hatte sich viel vorgenommen und hohe Ziele gesteckt. Der erste Saisonsieg gelang jedoch erst am sechsten Spieltag mit einem 1:0 gegen München-Gladbach. Gegen Meister FC Schalke 04 wurde am 11. März 1951 ein beachtliches 2:2-Heimremis erkämpft. Für dieses Spiel wich man in das Wedau-Stadion aus und stellte für diese Saison den Zuschauerrekord mit 25.000 Zuschauern auf. Am 1. April 1951 gelang mit einem 3:2 gegen Borussia Dortmund (3. Platz) ein weiterer beachtlicher Heimsieg. Aber mit 3:27 Auswärtspunkten wurde die Grundlage zum Abstieg gelegt. Als Tabellenletzter stieg der Duisburger SpV im Sommer 1951 in die 2. Liga West ab. Rupieta hatte an der Seite von Werner Arts, Heinz Becker, Willi Koll, Alwin Meyer, Fritz Schneider, Peter Zimmermann und Spielmacher Hans Hoffmann 29 der 30 Verbandsspiele absolviert.
Rupieta ging 1951/52 mit dem DSV mit in die 2. Liga West und belegte unter Trainer Fred Harthaus den 3. Rang; er hatte 27 Ligaspiele absolviert. Nach neun weiteren 2. Ligaeinsätzen in der Saison 1952/53 beendete er seine Spielerlaufbahn.

### Auswahlspieler
In der Gauauswahl vom Niederrhein bestritt Rupieta im Rahmen des Reichsbundpokals 1939/40 am 3. Dezember 1939 in Braunschweig gegen die Auswahl von Niedersachsen (2:3) seinen ersten Einsatz. Das Halbfinalspiel am 16. Juni 1940 fand in Duisburg gegen das starke Sachsen statt und wurde nach Verlängerung mit 2:3 verloren. Dabei trat er an der Seite von Mitspielern wie August Gottschalk, Albin Liesen, Heinrich Trimhold und Paul Winkler an. Zuvor hatte er im März/April 1940 unter Reichstrainer Sepp Herberger an einem Nachwuchslehrgang teilgenommen, wo neben den Vereinskameraden Bauchrowitz und Liesen auch Spieler wie Eduard Schaffer, Otto Müsch, Alfons Moog, Walter Dzur, Fritz Pliska, Ludwig Männer, Hans Biallas, Hermann Eppenhoff, Herbert Burdenski, Hans Fiederer und Karl Barufka auf ihr Talent und Willenskraft geprüft wurden. Auch nach Ende des Zweiten Weltkriegs kam Rupíeta noch zu Auswahleinsätzen: Am 14. Mai 1950 wurde er in Köln vor 38.000 Zuschauern beim Spiel der Westdeutschen Auswahl gegen Norddeutschland (3:4) in der 2. Halbzeit für den Dortmunder Paul Koschmieder als Stopper eingewechselt.